# Tribuna Liberal

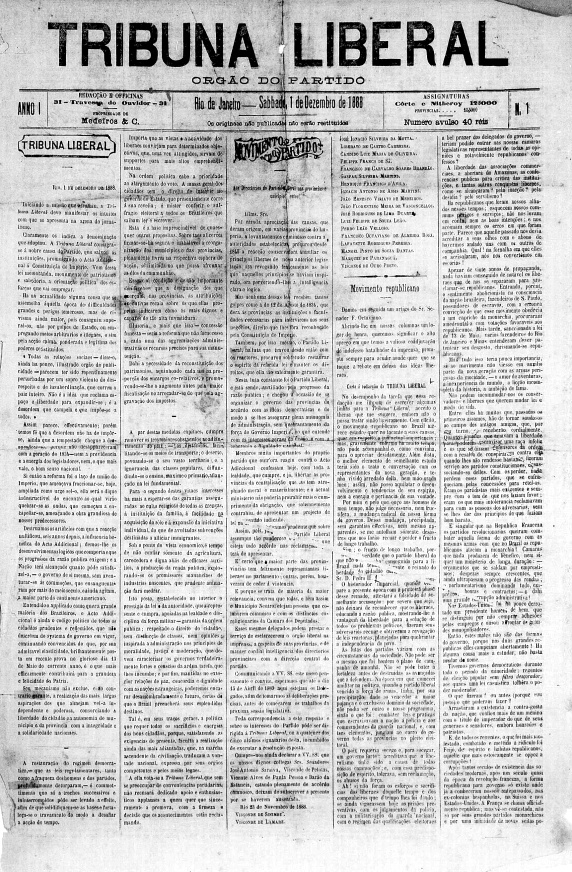
Original da primeira edição da Tribuna Liberal, órgão do Partido Liberal (1888-1889).

A Tribuna Liberal foi um jornal fundado no Rio de Janeiro em 1º de dezembro de 1888 como órgão oficial do Partido Liberal, nos últimos anos do Império do Brasil. 

## História
Foi criado por iniciativa de Afonso Celso de Figueiredo (Visconde de Ouro Preto), Carlos de Laet, Gaspar Silveira Martins, Manoel Pinto Souza Dantas, Pedro Leão Velloso, João Lustosa da Cunha Paranaguá, João Lins Vieira Cansanção de Sinimbu e José Antônio Saraiva, entre outros. Silveira Martins já tinha editado antes o jornal A Reforma, inicialmente em Porto Alegre e depois transferido para o Rio, que igualmente serviu como porta-voz oficial do Partido Liberal.
Era um jornal diário, de quatro páginas (o que era um tamanho normal para a época), que trazia notícias e artigos de opinião na primeira página. Seguia linha editorial ferrenhamente monarquista e oposta ao movimento republicano.
A Tribuna Liberal deixou de circular em 1º de julho de 1889, pouco antes do golpe militar que pôs fim à monarquia brasileira. Durou praticamente o mesmo tempo que o Gabinete João Alfredo (conservador), ao qual fazia oposição.
Após a proclamação da república, Ouro Preto e Laet fundaram um novo jornal para dar continuidade à Tribuna Liberal, agora apenas com o nome de A Tribuna (que durou de 1890 até 1911).